# Auguste de Tallenay
Auguste de Tallenay (Auguste-Bonaventure Marquis de Tallenay) né le 15 octobre 1795 à Besançon et mort le 3 janvier 1863 en Allemagne, est un diplomate français.

## Biographie

### Origine et variantes du nom
La famille Marquis vient d'Espagne (son nom est Marquès dans ce pays) et s'installe à Tallenay du temps de Charles-Quint.  Le nom de Marquis n'était donc pas un titre de noblesse mais le nom de famille. Ultérieurement la confusion fut fréquente et dans les titres donnés au diplomate existe aussi bien "Monsieur Marquis de Tallenay" que "Monsieur le marquis de Tallenay".
Le père d'Auguste est Nicolas-Charles-Bonaventure Marquis de Tallenay, avocat général au Parlement de Besançon. 
Il a quatre enfants : Nicolas Edouard (futur capitaine de cavalerie), Charles-Ferdinand, (également futur capitaine de cavalerie) Auguste-Bonaventure, et Pierrette-Bonaventure-Victorine.

### Carrière diplomatique
En 1814 lors du siège de Besançon par les troupes autrichiennes Auguste, qui a dix neuf ans, rencontre fortuitement le prince du Lichteinstein qui commande l'armée autrichienne, celui-ci séduit par l'intelligence de ce jeune le prend sous sa protection. Et, dès la Restauration de 1814 Auguste entre au ministère des Affaires étrangères. Il est envoyé à Vienne pour annoncer le retour de Napoléon de l'Île d'Elbe. Il reste dans cette ville et participe, en qualité d'attaché de Talleyrand, au Congrès qui suit. 
Après un retrait de quelque temps pour maladie, sa carrière diplomatique se développe. Il est successivement en poste à Hambourg comme secrétaire de légation, puis à Stockholm en 1827, à Bruxelles en 1832, chargé d'affaires auprès du gouvernement belge, puis premier secrétaire et chargé d'affaires à Rome, où il est en relations avec Stendhal, et à Naples, puis ministre résident à Hambourg de 1839 à 1848. En avril 1848, alors que Lamartine est ministre des Affaires étrangères, il est nommé ambassadeur à Londres par le gouvernement provisoire de la Deuxième République, mais n'est pas accrédité par les Britanniques. En août 1848, Tallenay est nommé ministre plénipotentiaire à Francfort auprès de la Confédération germanique, jusqu'en 1856, date de sa mise à la retraite. Il demeure alors à Francfort, comme simple particulier.

### Décorations
Auguste de Tallenay reçut de nombreuses décorations françaises et étrangères :
- Grand officier de l'ordre impérial de la Légion d'honneur,
- Grand-croix de l'ordre d'Isabelle-la-Catholique d'Espagne
- Grand'Croix de l'ordre de Philippe-le-Magnifique du grand duché de Hesse,
- Commandeur de l'Ordre de la conception du Portugal,
- Commandeur de l'Ordre de Saint-Grégoire de Rome,
- Officier de l'ordre de Léopold de Belgique.